# Bågen
Bågen är en sjö i Norbergs kommun i Västmanland som ingår i Norrströms huvudavrinningsområde via Svartån. Sjön är 6,1 meter djup, har en yta på 0,678 kvadratkilometer och befinner sig 98 meter över havet.
Karbennings såg, tillhörig AB Karl Hedin, ligger på Bågens östra strand. Vid södra stranden finns Bågenbadet i Karbenning.

## Delavrinningsområde
Bågen ingår i delavrinningsområde (665828-151464) som SMHI kallar för Utloppet av Bågen. Medelhöjden är 138 meter över havet och ytan är 35,32 kvadratkilometer. Räknas de två avrinningsområdena uppströms in blir den ackumulerade arean 55,18 kvadratkilometer. Svartån som avvattnar avrinningsområdet har biflödesordning 2, vilket innebär att vattnet flödar genom totalt två vattendrag, Mälaren och Norrström, innan det når havet efter 197 kilometer. Avrinningsområdet består mestadels av skog (83 procent). Avrinningsområdet har 1,7 kvadratkilometer vattenytor vilket ger det en sjöprocent på 4,8 procent.